# IC 4886
 IC 4886 ist eine verschmelzende Spiralgalaxie vom Hubble-Typ Sb im Sternbild Teleskop am Südsternhimmel. Sie ist rund 568 Millionen Lichtjahre von der Milchstraße entfernt und hat einen Durchmesser von etwa 240.000 Lichtjahren.

Im selben Himmelsareal befindet sich u. a. die Galaxie IC 4894.
Das Objekt wurde am 31. August 1904 von Royal Harwood Frost entdeckt.